# إيما كونراد
إيما كونراد هي عداءة سريعة رومانية، ولدت في 21 نوفمبر 1929.

## وصلات خارجية
- إيما كونراد على موقع أوليمبيديا (الإنجليزية)